# Muyocopron pandani
Muyocopron pandani är en svampart som beskrevs av Höhn. 1920. Muyocopron pandani ingår i släktet Muyocopron och familjen Microthyriaceae.   Inga underarter finns listade i Catalogue of Life.